# Мочалов, Кузьма Иванович
Кузьма́ Ива́нович Мочало́в (24 октября 1911, д. Володинцы, Котельничский уезд, Вятская губерния, — 9 января 1983, Пермь) — советский учёный-химик, последний декан технического факультета (1952-1960), декан химического факультета (1962-1972), заведующий кафедрой неорганической химии (1971-1977) Пермского университета. Участник Великой Отечественной войны.
В качестве декана технического факультета Пермского университета сыграл большую роль в подготовке кадровых, организационных, материальных ресурсов для создания Пермского политехнического института (1960).

## Биография
В 1936 году окончил химический факультет Пермского университета, войдя в ряды тех, кто составил первый выпуск пермского химфака.
Во время Великой Отечественной войны. К. И. Мочалов был участником боев под Керчью в составе отдельной Приморской Армии. Участвовал также в боях на территории Польши, Румынии, Югославии, Венгрии.
В 1945 году К. И. Мочалов вернулся с фронта на кафедру неорганической химии Молотовского университета, начав работать ассистентом кафедры.
В 1950 году защитил кандидатскую диссертацию «К вопросу высаливания тройных жидких систем».
C 25 марта 1950 по 25 апреля 1952 года — секретарь партийной организации ПГУ.
С 1952 года — доцент кафедры кафедрой неорганической химии.
В 1952—1960 годах — декан технического факультета Пермского университета, с декабря 1961 по 1972 год — декан химического факультета Пермского университета.
В 1971—1977 годах — заведующий кафедрой неорганической химии.
Дочь — химик Нина Мочалова.

## Научная деятельность
На химическом и техническом факультете К. И. Мочалов читал лекции по курсу «Неорганическая химия» и спецкурсу «Физико-химический анализ». Пробуждая у студентов интерес к преподаваемым дисциплинам, он сам изготавливал сложные модели диаграмм плавкости и растворимости, во множестве использовал и иные демонстрационные материалы.
К. И. Мочалов изучал условия образования и равновесия трех жидких фаз в четырёхкомпонентных системах. Проводимый им анализ жидкофазных равновесий в многокомпонентных системах способствовало развитию теории физико-химического анализа и практики экстракционного разделения элементов.
В 1960—1970-е К. И. Мочалов вместе с другими сотрудниками кафедры занимался изучением систем, содержащих диантипирилалканы, их соли и смеси органических растворителей. Исследовалось влияние на изменение границ жидкого двухфазного равновесия природы растворителей, замены диантипирилмстана его гомологами, а также влияние водной фазы на равновесие органических слоев. Системы, содержащие органические реагенты, изучались для разработки экстракционных процессов.

## Декан технического и химического факультетов
Важна роль К. И. Мочалова как декана технического факультета (1952—1960) не только для университета, но и в масштабах Перми и области. Под его руководством успешно развивались две основные специальности факультета: «Металловедение, оборудование и технология термической обработки металлов» и «Технология неорганических веществ». Он заботился о научно-исследовательской работе факультета, которая проходила в направлениях, имеющих большое практическое значение: «Разработка новых типов оборудования и новых технологических процессов в целях повышения производительности и снижения брака» и «Исследование процессов, связанных с образованием и разложением сульфатов», материальной и учебно-методической базе, комплектовании кадров, его связи с производством.

Самый непосредственный выход в практику имели кафедры технического факультета. Его декан доцент К. И. Мочалов при помощи ректората и партийной организации комплектовал кафедры, приглашал специалистов с производства и из НИИ, заботился о создании материальной базы. Тесная связь техфака с заводами помогала избирать актуальные темы. Исследования доцентов С. В. Варгина по технологии материалов С. А. Амировой — по технологии неорганических веществ, Н. Н. Липчина — по металловедению шли параллельно или совместно с работами заводских инженеров, что практически снимало проблему внедрения.
.

Технический факультет в 1960 году был отделён от университета, влившись в один из крупнейших по масштабам Урала технических вузов — Пермский политехнический институт (созданный вместе с Горным и Вечерним машиностроительным институтом). Студенты технического факультета стали студентами политехнического института, туда же перешли работать многие квалифицированные преподаватели университета.

Благодаря тому, что в течение 11 лет существования техфака были собраны кадры для ряда кафедр, обеспечено повышение их квалификации, выработаны основы научных направлений, политехнический институт смог начать деятельность на хорошей почве. Ещё раз, как это было на рубеже двадцатых — тридцатых годов, ПГУ способствовал появлению в Перми самостоятельного вуза, который вскоре стал крупнейшим в городе.

В 1969 году под руководством К. И. Мочалова как декана химического факультета (1962—1972) состоялся переезд химфака из старого химического и старого главного («мешковского») в новопостроенный учебный корпус (сегодня — корпус № 1 ПГНИУ). Химический факультет занимал всё левое крыло корпуса (до 1977 года, когда он переехал в новый, специально для факультета построенный корпус, сегодня — корпус № 6 ПГНИУ).
Вместе с И. С. Бердинским К. И. Мочалов организовал в рамках кафедры органической химии новое направление — химии биологически активных веществ, которое в 1973 было выделено в новую кафедру — химии природных и биологически активных соединений.
Будучи деканом химического факультета, К. И. Мочалов успешно руководил производственной практикой студентов химиков-неоргаников на титано-магниевом комбинате г. Березники (ныне — ВСМПО-АВИСМА).

## Избранные публикации
- Мочалов К. И. К вопросу высаливания тройных жидких систем: дис. … канд. хим. наук / Перм. ун-т. Пермь. 1950.
- Мочалов К. И., Живописцев В. П., Петров Б. И., Яковлева Т. П. Равновесие двух жид ких фаз в системе хлороформ — бензол — дироданид диантипирилметана. // Журн. орган. хим. 1967. Т. 42, № 8. С. 25-28.
- Яковлева Т. П., Мочалов К. И., Стрелков В. В. Явления расслаивания в экстракционных системах, содержащих диантипирилметан. V. Фазовые равновесия в четверной системе хлороформ — бензол — дироданид и гексароданостаннат диантипирилметана // Журн. ор ган. хим. 1977. Т. 47, № 2. С. 262—268.
- Мочалов К И.. Мочалова Н. К. О взаимодействии дироданида диантипирилметана с этиловым спиртом // Органические реагенты в аналитической химии: межвуз. сб. науч. тр. / Перм. ун.-т. Пермь, 1979. С. 146—150.
- Мочалова Н. К., Живописцев В. П., Мочалов К. И., Петров Б. И. Растворимость в системе дироданид диантипирилметана — хлороформ бензол — спирты // Органические реагенты в аналитической химии: межвуз. сб. на уч. тр. / Перм. ун.-т. Пермь, 1967. С. 151—155.
- Мочалова Н. К. Мочалов К. И., Власова З. А. О влиянии водной фазы на равновесие двух органических фаз при экстракции дироданида диантипирилметана // Органические реагенты в аналитической химии: межвуз. сб. науч. тр. / Перм. ун.-т. Пермь. 1980. С. 77-82.
- Щуров В. А., Мочалов К. И., Волков А. А. Растворимость и твердые фазы в системе нитрат церия (III) — нитрат марганца — вода и нитрат церия (III) — нитрат кадмия — вода // Учен. зап. Перм. ун.-та. 1966. Вып. 141. С. 18-26.

## Общественная деятельность
- К. И. Мочалов являлся крупным пермским партийным работником, был секретарём партийной организации Пермского университета[13].
- Трижды (1939, 1950, 1953) избирался депутатом[14] Пермского городского Совета депутатов трудящихся.

## Награды
- Орден «Знак Почёта».
- Медаль «За Победу над Германией в Великой Отечественной войне 1941—1945 гг.».
- Медаль «За оборону Кавказа».
- Юбилейная медаль «Двадцать лет Победы в Великой Отечественной войне 1941—1945 гг.».
- Юбилейная медаль «50 лет Вооружённых Сил СССР».
- Медаль «Ветеран труда».